# Leif Kristiansen
Leif Kristiansen (født 25. maj 1953) er en dansk teolog og familieterapeut. Han stoppede sit virke i 2018, hvor han blev pensioneret.
Leif Kristiansen blev uddannet fra det teologiske institut på Aarhus Universitet i 1980. Herefter fik han arbejde i Indre Mission i kort tid for derefter at blive fakultetsleder på Menighedsfakultetet i Aarhus i 1985. Her arbejde han til han blev sognepræst i Silkeborg Kirke i 2000. Der arbejdede han indtil han gik på pension i 2018.
Udover at have en kandidat i teologi har Leif Kristiansen også en familieterapeutisk Uddannelse fra Kempler Instituttet samt en doktorgrad i filosofi fra Oxford Graduate School i Tennessee, USA.

### Bøger
- Guds barn eller barnebarn? (1992) ISBN 8756451989